# Disco Tango
"Disco Tango" foi a canção que representou a Dinamarca no Festival Eurovisão da Canção 1979, interpretada em dinamarquês por Tommy Seebach.
A canção tinha letra de Keld Heick, música de Tommy Seebach e foi orquestrada por Allan Botschinsky. A canção é a descrição de uma rapariga que dança música disco à noite, mas que de dia ouve música de Beethoven e pratica dressage. A canção foi um sucesso em 1979, em toda a Europa Ocidental, graças à sua versão homónima  em inglês.
A canção foi a terceira a ser cantada na noite, depois da canção "Raggio di luna" interpretada pelos Matia Bazar e antes da canção irlandesa Happy Man cantada por Cathal Dunne. No final da votação, recebeu 76 pontos, alcançando a sexta posição, entre 19 países concorrentes.